# قطعنامه ۴۵۵ شورای امنیت
قطعنامه ۴۵۵ شورای امنیت سازمان ملل متحد که در تاریخ ۲۳ نوامبر ۱۹۷۹ تصویب شد، سندی بین‌المللی دربارهٔ شکایت توسط زیمبابوه است. این قطعنامه طی نشست ۲٬۱۷۱ام تصویب شد.